# 金山 (名古屋市)
金山（かなやま）は、愛知県名古屋市中区と熱田区にまたがる地名。現行行政地名は金山一丁目〜五丁目および金山町一丁目〜二丁目。住居表示実施済み。

## 概要
名古屋市中区の南端、熱田区の北端（熱田台地）に位置する。地名の由来となった金山神社がある金山駅南口側は、金山町が熱田区および一部が中区にまたがり、北口側は中区金山一丁目〜五丁目および熱田区金山町一丁目と表示が分かれている。日本中央競馬会（JRA）の場外馬券売場がある尾頭橋地区（中川区）が南西側に隣接している。
東海旅客鉄道（JR東海）・名古屋鉄道（名鉄）・名古屋市営地下鉄の3社局の駅を統合的に整備した金山総合駅が1989年（平成元年）に供用開始されて以降急速に開発の進んだエリアで、名古屋市の代表的な副都心・繁華街である。また周辺は居酒屋などの飲食店がひしめき合い、名古屋市の代表的な歓楽街の一つでもある。

## 世帯数と人口
2024年（令和6年）11月1日現在の世帯数と人口は以下の通りである
。

### 金山
| 区     | 丁目       | 世帯数    | 人口    |
| ------ | ---------- | --------- | ------- |
| 熱田区 | 金山一丁目 | 0世帯     | 0人     |
| 中区   | 金山一丁目 | 640世帯   | 920人   |
| 中区   | 金山二丁目 | 908世帯   | 1,359人 |
| 中区   | 金山三丁目 | 506世帯   | 742人   |
| 中区   | 金山四丁目 | 324世帯   | 388人   |
| 中区   | 金山五丁目 | 533世帯   | 819人   |
| 計     | 計         | 2,911世帯 | 4,228人 |

#### 人口の変遷
国勢調査による人口の推移
| 1995年（平成7年）  | 2,971人 |  |
| 2000年（平成12年） | 3,325人 |  |
| 2005年（平成17年） | 3,375人 |  |
| 2010年（平成22年） | 4,003人 |  |
| 2015年（平成27年） | 4,077人 |  |
| 2020年（令和2年）  | 4,217人 |  |

### 金山町
| 区     | 丁目         | 世帯数  | 人口  |
| ------ | ------------ | ------- | ----- |
| 中区   | 金山町一丁目 | 0世帯   | 0人   |
| 熱田区 | 金山町一丁目 | 388世帯 | 557人 |
| 熱田区 | 金山町二丁目 | 33世帯  | 53人  |
| 計     | 計           | 421世帯 | 610人 |

#### 人口の変遷
国勢調査による人口の推移
| 1995年（平成7年）  | 877人 |  |
| 2000年（平成12年） | 783人 |  |
| 2005年（平成17年） | 690人 |  |
| 2010年（平成22年） | 682人 |  |
| 2015年（平成27年） | 694人 |  |
| 2020年（令和2年）  | 709人 |  |

## 歴史
当地周辺は律令制下の愛知郡大宅郷（太毛郷）に比定されており、金山北遺跡、古沢町遺跡、東古沢町遺跡など縄文時代から奈良時代の集落遺跡（いわゆる古渡遺跡群）が集中している。弥生時代の方形周溝墓や奈良時代の須恵器片が多く出土している。大宅郷は「大家」とも書かれ、郡衙や駅家（新溝駅）などの古代の官衙があった場所と推定されている。
江戸期になると現在の金山町と金山南部は熱田村（熱田神宮領）、金山北部は古渡村の一部となっていた。明治以降の複雑な行政区画の変遷を経て、現在に至っている。

### 町名の由来
熱田東町の小字名「金山」および金山神社の名による。古くは「鉄山」（かなやま）とも書き、元は現在の熱田区金山町1丁目付近を指す小地名であった。一説に中世に鍛冶集団が在住していたことが由来とされる。金山神社は応永年間に尾崎氏が現在地に社殿を造営したとされ、江戸期には社地を「金山の森」「鍛冶屋が森」と呼んでいた。室町末期から江戸期には「金山鐔」（かなやまつば）と呼ばれる当地で生産される鍔が名物となり、鍛冶屋が盛んとなったらしい。

### 行政区画の変遷

#### （旧）金山町
- 1939年（昭和14年）4月1日 - 熱田区熱田東町・波寄町の各一部より、同区（旧）金山町が成立[12]。
- 1944年（昭和19年）2月11日 - 一部を中区へ編入し、中区（旧）金山町が成立[12]。
- 1946年（昭和21年）4月15日 - 中区（旧）金山町の一部を熱田区へ編入[12][注釈 1]。
- 1956年（昭和31年）7月13日 - 熱田区（旧）金山町の一部を中区へ編入[12][注釈 2]。
- 1974年（昭和49年）5月11日 - 中区（旧）金山町の一部が同区金山四丁目となる[13]。
- 1977年（昭和52年）5月8日 - 中区（旧）金山町の残部が同区金山一・四丁目となり廃止[13]。熱田区（旧）金山町の一部が同区金山一丁目となる[12]。
- 1979年（昭和54年）6月3日 - 熱田区（旧）金山町の一部を同区波寄町へ編入[12]。
- 1980年（昭和55年）7月13日 - 熱田区（旧）金山町の残部が鉄道部分を除き同区金山町一〜二丁目・沢上二丁目となる[12]。

#### 金山・（新）金山町
- 1974年（昭和49年）5月11日 - 中区流町・葉場町・古沢町の各一部より中区金山二丁目が、長岡町・流町・葉場町・古沢町・向田町の各一部より金山三丁目が、波寄町・（旧）金山町・流町・古沢町の各一部より金山四丁目が成立[13]。
- 1977年（昭和52年）5月8日 - 中区（旧）金山町・東雲町・東古渡町・古沢町・古渡町の各一部より中区金山一丁目が、熱田区（旧）金山町の一部より熱田区金山一丁目が成立。中区古沢町の一部を金山二丁目へ、古沢町・（旧）金山町の一部を金山四丁目へ編入[13]。
- 1979年（昭和54年）6月3日 - 中区桜田町・流町・御器所町・西川端町・向田町全域および金山三〜四丁目・平和二丁目の各一部より、中区金山五丁目が成立[13]。
- 1980年（昭和55年）7月13日 - 熱田区（旧）金山町・新尾頭町の各一部より熱田区（新）金山町一丁目が、熱田区（旧）金山町・沢上町・沢下町の各一部より熱田区（新）金山町二丁目が、中区東古渡町・古渡町の各一部より中区（新）金山町一丁目が成立[12][13]。

## 施設
| 金山駅北口の様子 |  | 沢上橋から見た金山の夜景 |
| 金山駅北口の様子 |  | 沢上橋から見た金山の夜景 |

### 金山一丁目
- Niterra日本特殊陶業市民会館

元の名古屋市金山体育館の場所に新築された建物。
- 名古屋市音楽プラザ
- アスナル金山 - 駅北口広場にある複合商業施設
  - 成城石井アスナル金山店
- ループ金山
- A-PLACE金山
  - 三菱UFJ銀行金山支店・熱田支店・六番町支店
- 北陸銀行金山橋支店
- イオン金山店（旧・ダイエー金山店）
- 名鉄イン名古屋金山
- 古沢公園
- 休玄寺

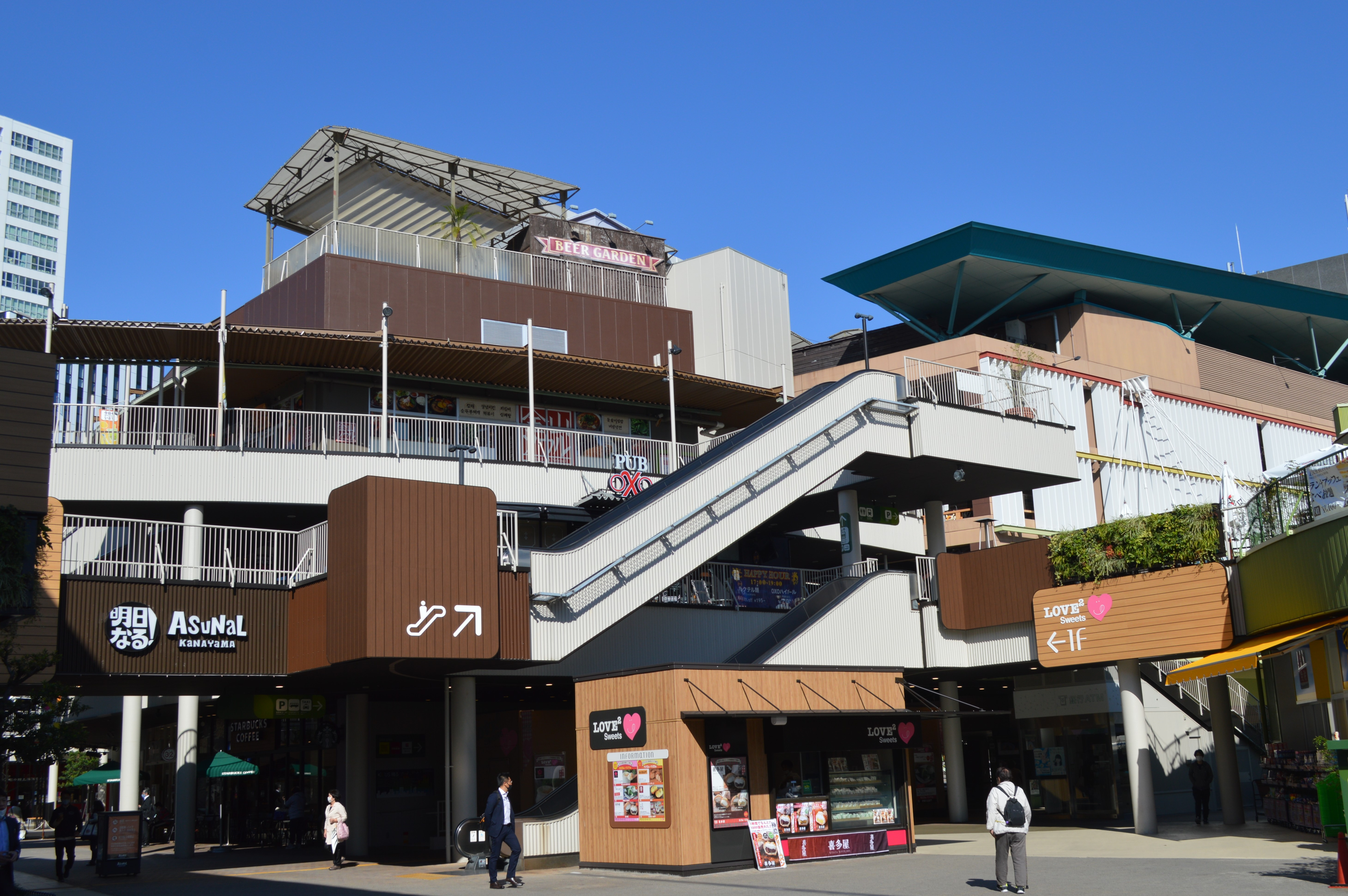
アスナル金山
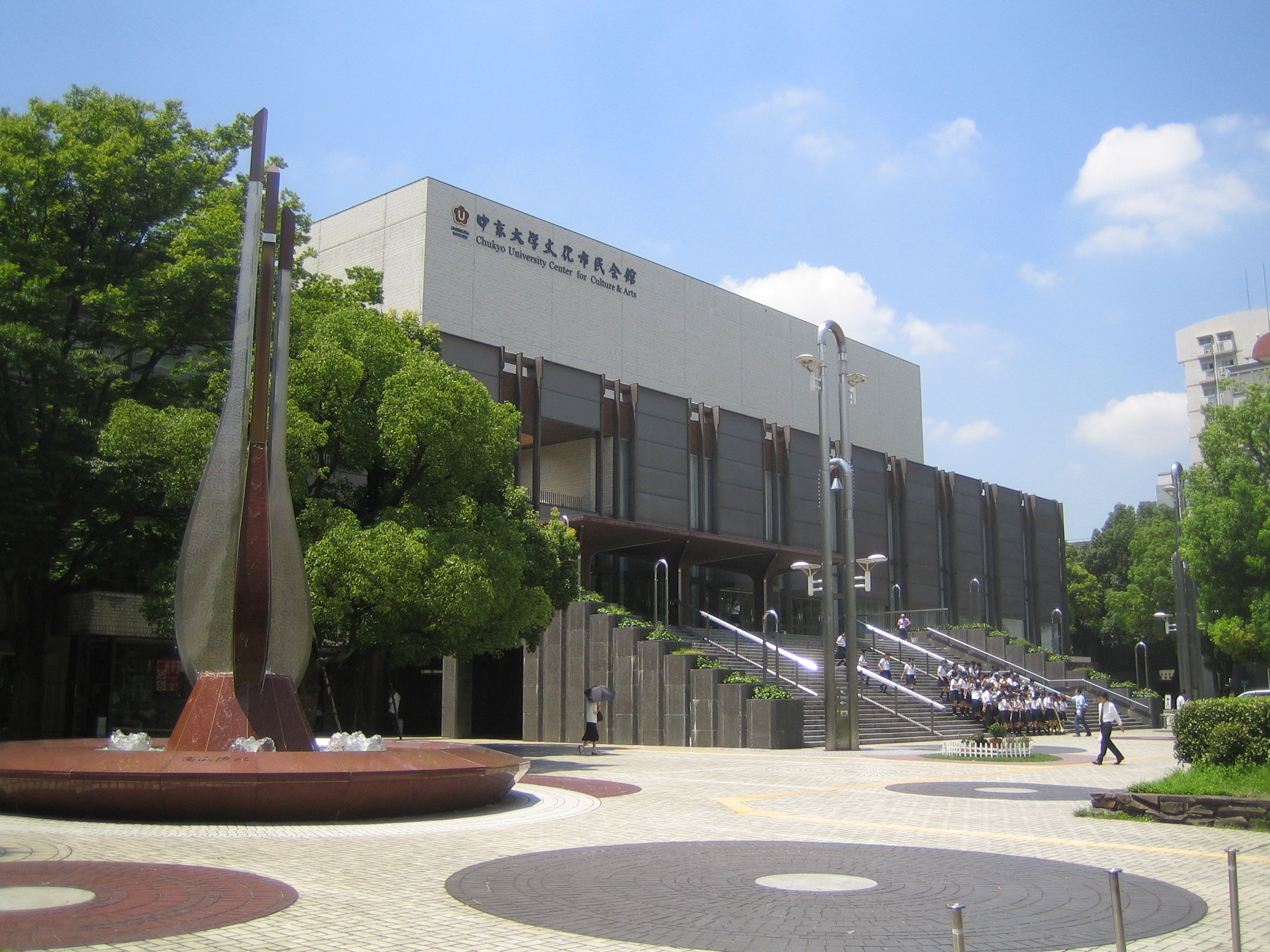
日本特殊陶業市民会館
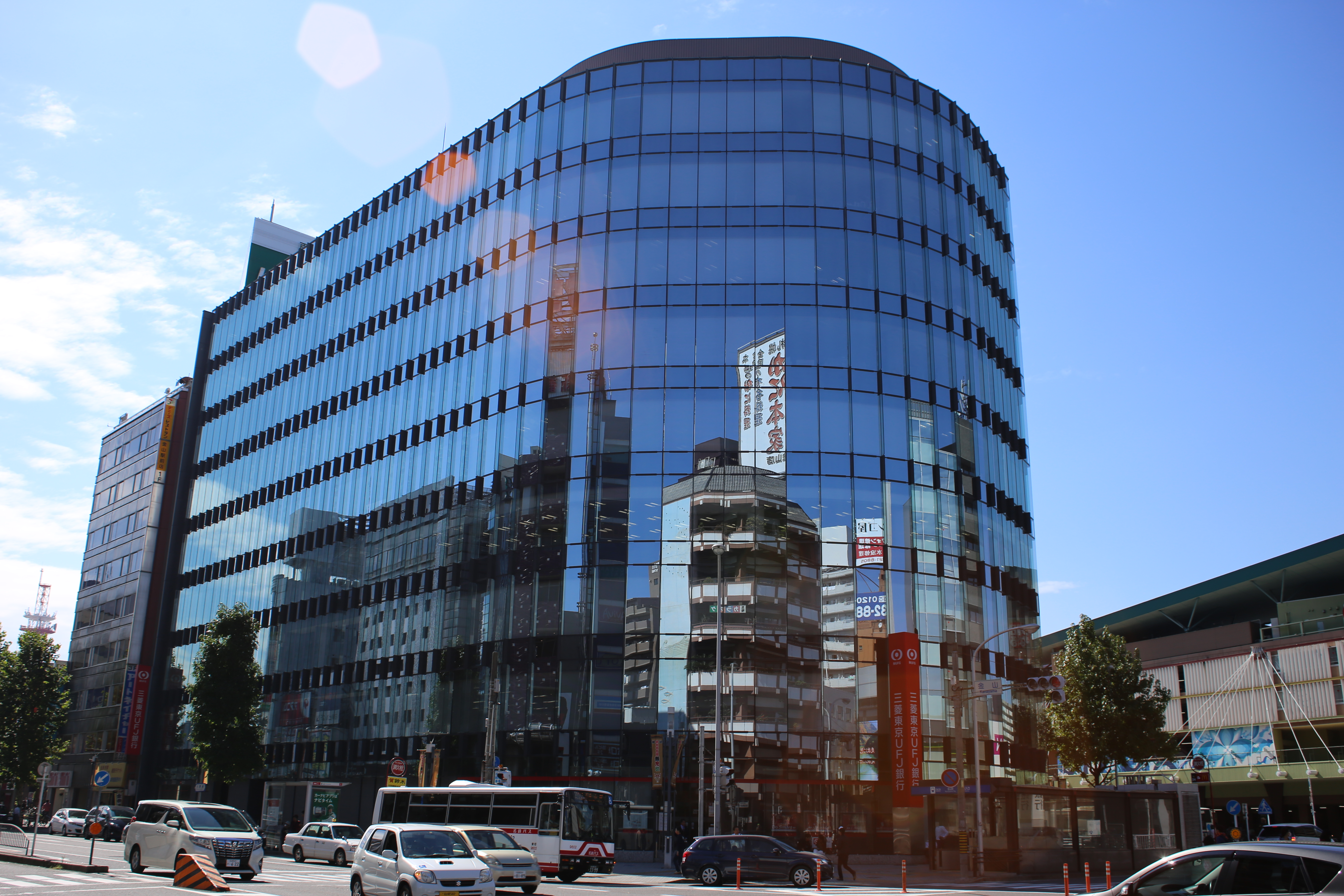
A-PLACE金山

### 金山二丁目
- 東海工業専門学校金山校
- 札幌かに本家金山店
- あいち銀行金山支店

### 金山三丁目
- アイホン名古屋支店

### 金山四丁目

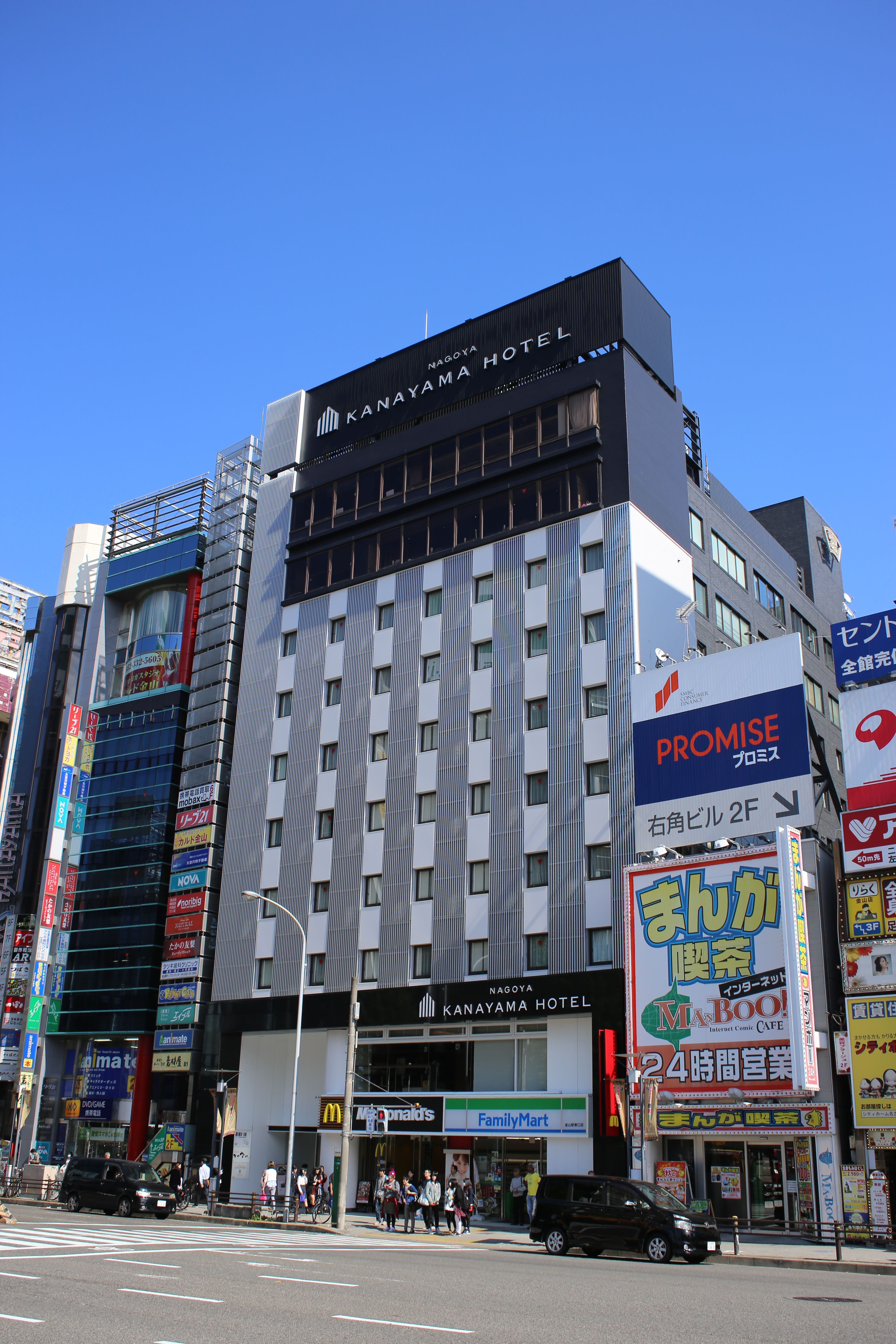
名古屋金山ホテル
- 名古屋流町郵便局
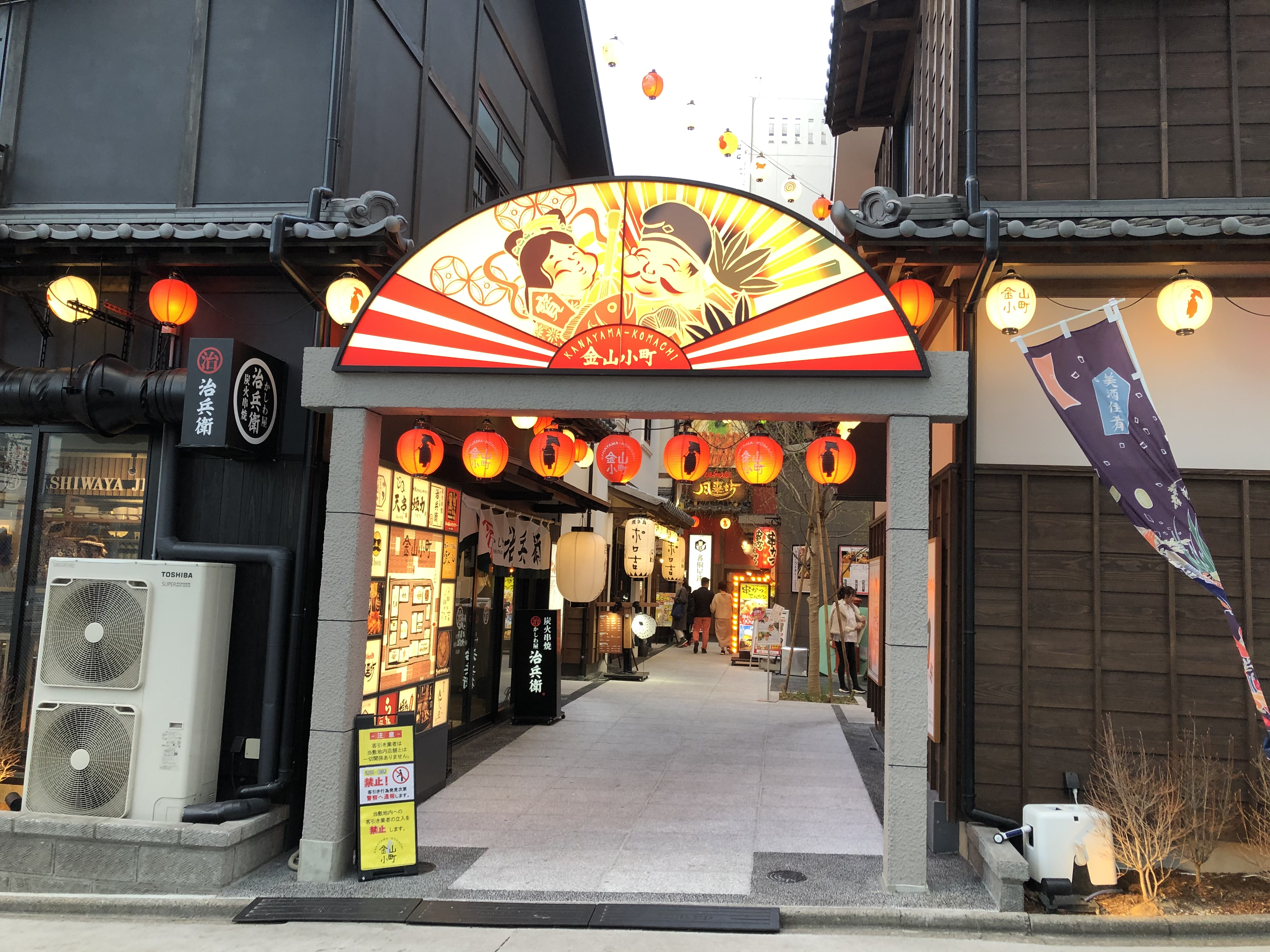
金山小町

- 名古屋金山ホテル
- 金山小町

### 金山町一丁目

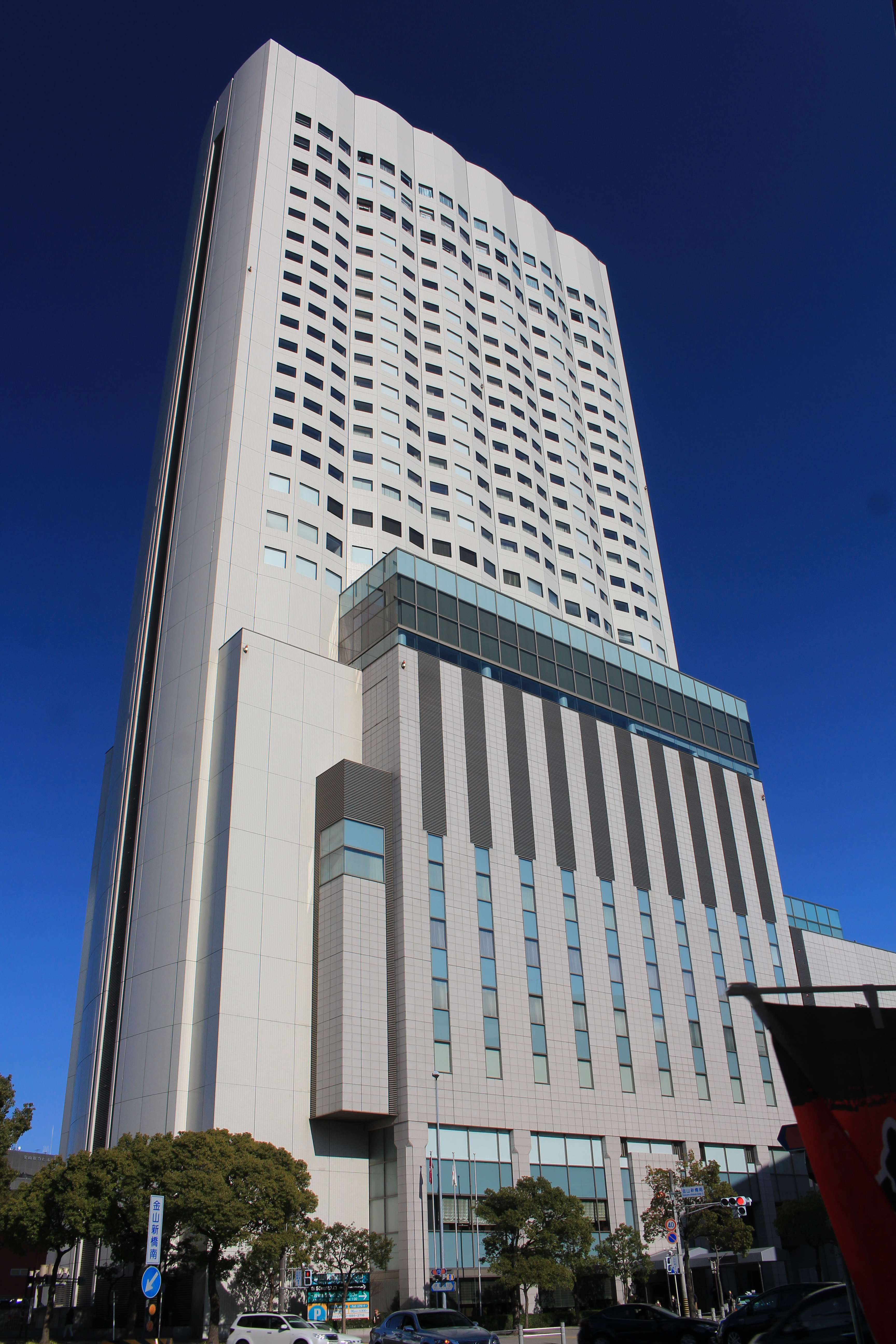
金山南ビル
  - 名古屋都市センター
  - ANAクラウンプラザホテルグランコート名古屋
- 名古屋美容専門学校
- 愛知信用金庫金山支店
- 金山神社

- 金山南ビル

## 交通

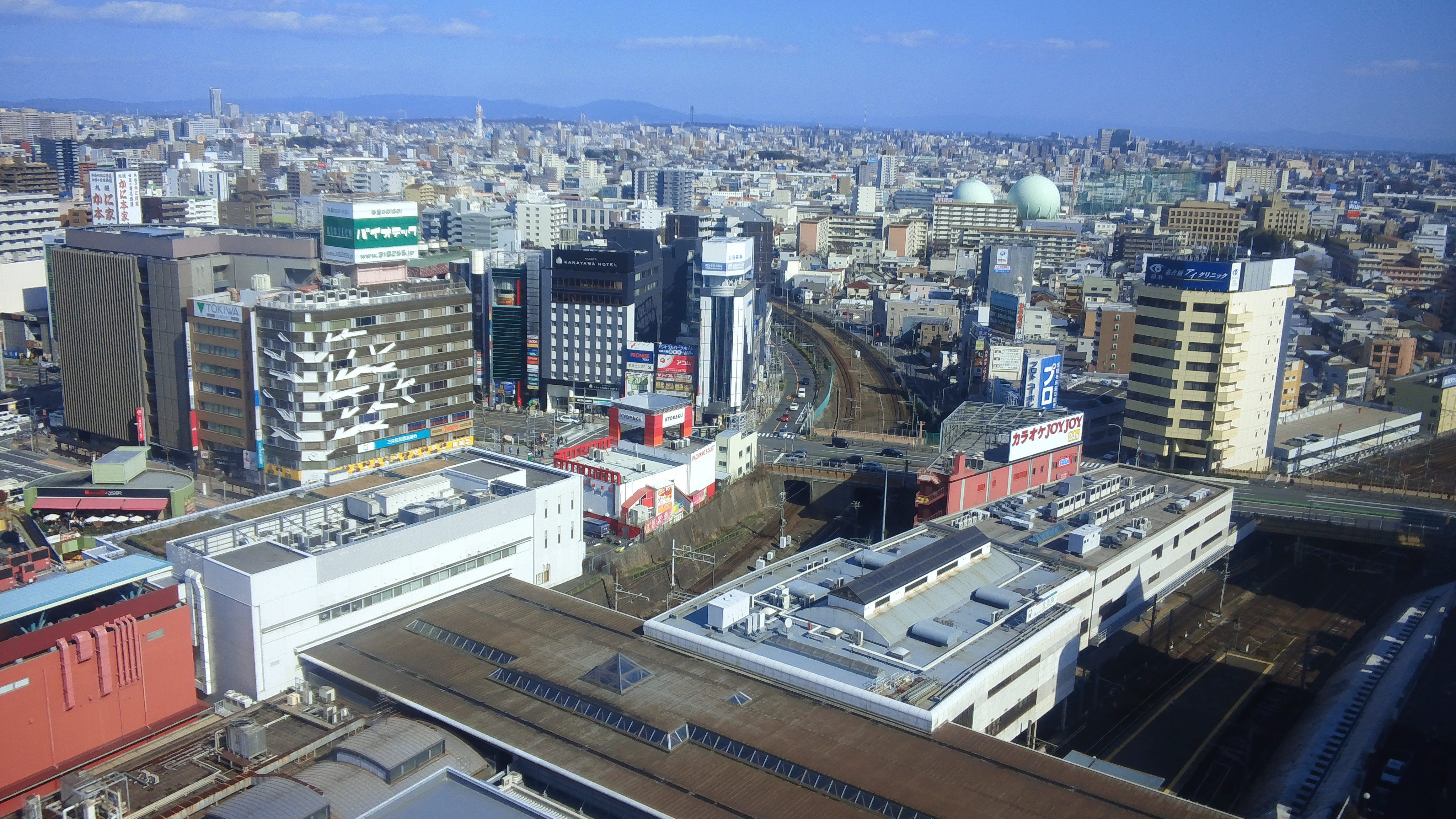
金山駅周辺

### 鉄道
- 金山駅（JR東海道本線・中央本線、名鉄名古屋本線、名古屋市営地下鉄名城線・名港線）-「金山総合駅」と通称される。JRと地下鉄が中区、名鉄が熱田区に位置している。

### バス
- 金山総合駅北口に金山バスターミナル、南口に金山南口バス停があり、名古屋市営バスの路線が発着している。各バス停の詳細については、金山駅 (愛知県)#バス路線を参照のこと。

### 道路
- 伏見通（国道19号・国道22号）
- 大津通
- 佐屋街道（愛知県道115号津島七宝名古屋線）

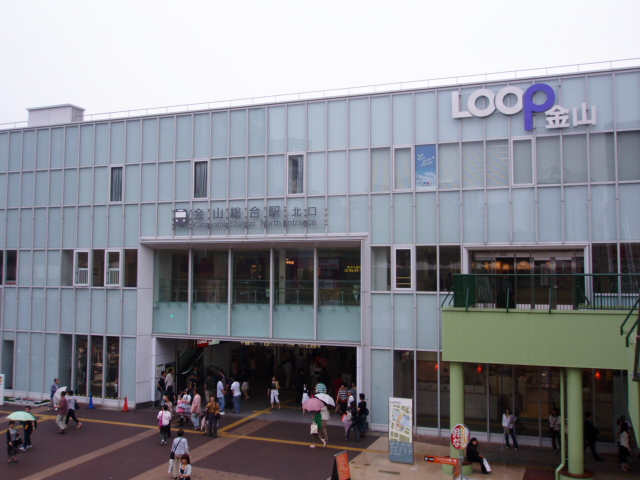
金山総合駅（北口）
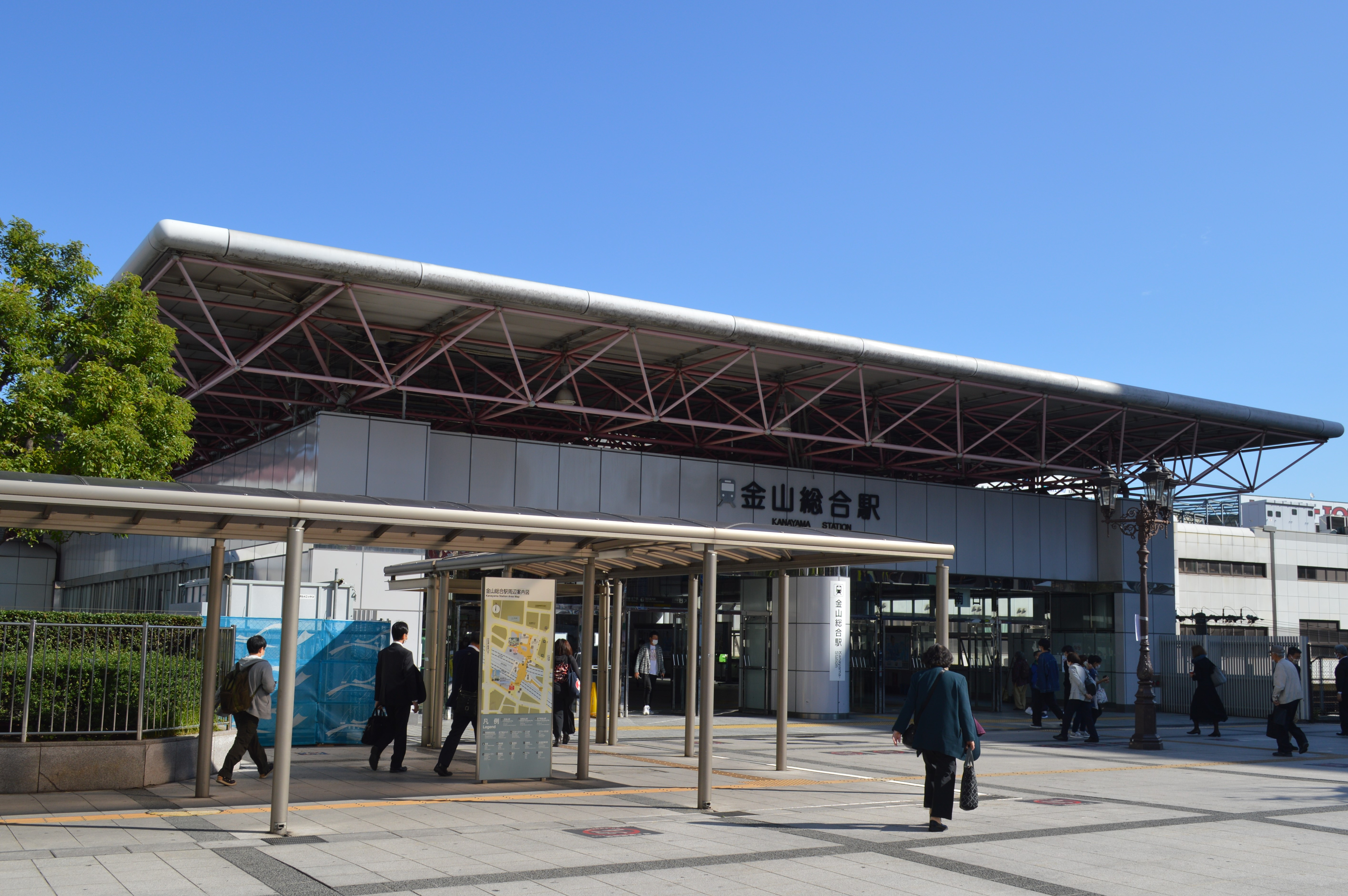
金山総合駅（南口）
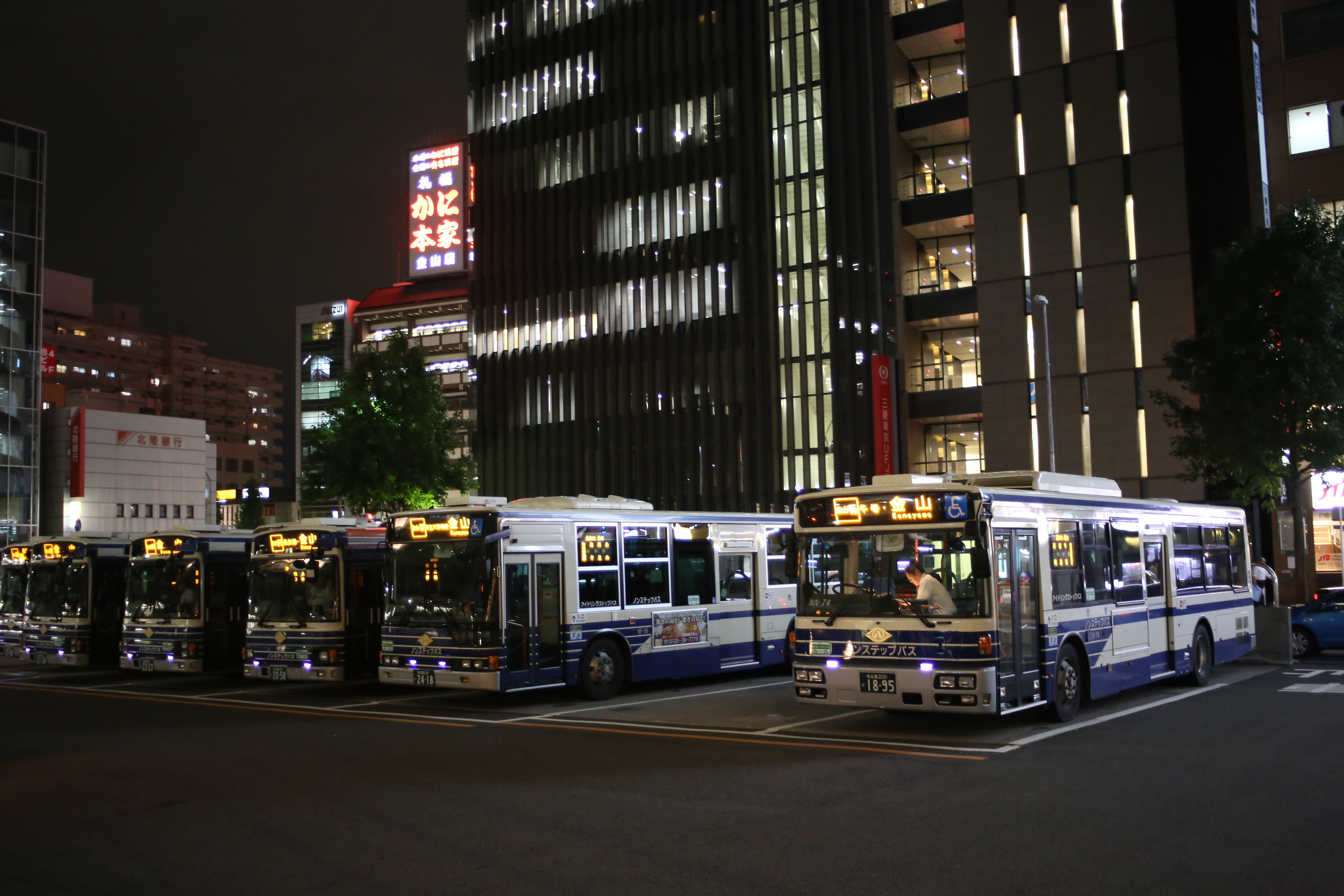
金山バスターミナル

## その他

### 日本郵便
- 集配担当する郵便局は以下の通りである

。
| 区     | 町丁   | 郵便番号 | 郵便局         |
| ------ | ------ | -------- | -------------- |
| 中区   | 金山   | 460-0022 | 名古屋中郵便局 |
| 中区   | 金山町 | 460-0023 | 名古屋中郵便局 |
| 熱田区 | 金山   | 456-0001 | 熱田郵便局     |
| 熱田区 | 金山町 | 456-0002 | 熱田郵便局     |

### 発音
「金山」を発音する場合、2通りのアクセントがある
。古くは「かなやま」と、「な」だけを強調しており、2021年時点での名鉄の駅名アナウンスや、2010年頃の調査によれば名古屋から離れた岐阜県・三河地方などの一部に残存している。後に、「かなやま」という、か以外を高めとする発音が普及し、JRや名古屋市営地下鉄はこちらで案内される。